# Стив Кокран
Стив Кокран (на английски: Steve Cochran) е американски актьор.

## Биография
Стив Кокран е роден на 25 май 1917 година в Юрика, Калифорния,  но израства в Ларами, Уайоминг, като син на дървосекач. Докато се появява в пиеси в гимназията, той прекарва повече време в атлетиката, особено в баскетбола.
След като работи, като перфоратор на крави и служител на железопътна гара, той учи в университета на Уайоминг, където също играе баскетбол. Импулсивно той напуска колежа през 1937 г. и решава да отиде направо в Холивуд, за да стане звезда. 

### Кариера
Стив Кокран е „Едър, мъжествен главен актьор със загладена черна като смоли коса, Кокран обикновено играеше негодници, грубияни или безчувствени любовници.“  На Кокран може и да му липсваше харизмата на Кларк Гейбъл, но той компенсира това със своя суров магнетизъм и сексуална енергия – макар и недостатъчни, за да постигне статус на суперзвезда. 
През 1940-те играе второстепенни и главни в театъра. На Бродуей Кокран се появява в „Hickory Stick“ (1944). 
Самюел Голдуин довежда Кокран в Холивуд през 1945 г.  Голдуин прави само няколко филма на година, така че той дава назаем Кокран на Кълъмбия Пикчърс. През този период участва в редица филми на Голдуин и Кълъмбия, най-често, като гангстер, злодей.
Той прави телевизионния си дебют във „Вечеря при Антоан“ (1949) и го последва с „Тенекиен капитан“ за NBC Presents (1949).
След това той се завърна на Бродуей, за да подкрепи Мей Уест в краткотрайно възраждане на нейната пиеса „Даймънд Лил“. Това съживява интереса на Холивуд към него. 
През 1949 г. Кокран отива при Уорнър Брос, играейки Големия Ед Сомърс, жаден за власт поддръжник на психотичния мафиот на Джеймс Кагни в „Бяла жега“ (1949) срещу Вирджиния Мейо. Уорнър Брос в крайна сметка пое договорите на Кокран и Мейо от Голдуин.
Кокран подкрепя Джоан Крофорд в „Проклетите не плачат“ (1950), след което получава първата си главна роля в „Магистрала 301“ (1950), играейки гангстер. Той е злодей на героя на Гари Купър в „Далас“ (1950), и играе член на Ку-клукс-клан в „Предупреждение за буря“ (1951) с Джинджър Роджърс и Дорис Дей.
Кокран е злодей в уестърна „Canyon Pass“ (1951), а след това му е дадена главната роля в „Inside the Walls of Folsom Prison“ (1951), което вдъхновява Джони Кеш да напише песента си „Folsom Prison Blues“.  
Уорнър му дава още една водеща роля в „Утре е нов ден“ (1951), филм ноар с Рут Роман, ролята първоначално е била предназначена за Бърт Ланкастър.
През 1954 Кокран отива в Германия, за да направи „Карнавална история“ (1954) за Кинг Брадърс. Това е първият му филм в Европа. 
През 1957 заминава за Италия, за да участва в „Викът“ (1957) за Микеланджело Антониони заедно с Алида Вали и Бетси Блеър; снимките отнемат седем месеца. 
Стив Кокран има звезда на 1750 Hollywood Boulevard в секцията Motion Pictures на Холивудската алея на славата. Той е посветен на 8 февруари 1960 г. 

### Персонален живот
Стив Кокран е известен женкар и привлече вниманието на таблоидите с бурния си личен живот, който включва добре документирани връзки с множество звезди и актриси. По-късно Мейми Ван Дорен пише за техния сексуален живот в ярки подробности в своята автобиография „Playing the Field: My Story“ (1987). Той също така е бил женен и разведен три пъти, за актрисата Фей Маккензи, Флорънс Локуд и Джона Дженсън. Той и Локуд имат една дъщеря Ксандра,  чрез която той е дядо на филмовия и телевизионен продуцент Алекс Джонс, който е съизпълнителен продуцент на повече от седемдесет епизода на анимационния телевизионен сериал „Футурама“. 
През 1950 г. Кокран наема бъдещия сценарист и актьор Монтгомъри Питман като градинар в дома си в Бевърли Хилс. 
Кокран е имал проблеми с полицията няколко пъти в живота си, включително докладвано нападение и обвинение в безразсъдно шофиране през 1953 г. 

### Смърт
Стив Кокран наема три млади жени, които да го придружат на плаване от Акапулко до Коста Рика, уж за да участват в предстоящ филм. Няколко дни след отпътуването яхтата губи една от двете си мачти в буря. Малко след това Кокран се разболява и умира два дни по-късно на 15 юни 1965 г. на 48-годишна възраст от това, което по-късно се определя като остра белодробна инфекция. Жените, които го придружават, не знаят как да управляват лодката и са в капан с разлагащото се тяло в продължение на десет дни, преди да бъдат спасени в морето. Лодката, която все още носи трупа му, по-късно е открита да се носи край бреговете на Гватемала. 
Вдовицата на Кокран получава половината от неговото имущество от 25 000 долара. Тя го споделя с дъщеря му от друг брак. 
Кокран е погребан в Монтерей, Калифорния. 

## Избрана филмография
| Година | Филм                              | Оригинално заглавие         | Роля            | Режисьор               |
| ------ | --------------------------------- | --------------------------- | --------------- | ---------------------- |
| 1946   | Най-добрите години от нашия живот | The Best Years of Our Lives | Клиф            | Уилям Уайлър           |
| 1949   | Бяла жега                         | White Heat                  | „Биг Ед“ Съмърс | Раул Уолш              |
| 1957   | Викът                             | Il Grido                    | Алдо            | Микеланджело Антониони |
| 1961   | Смъртоносни спътници              | The Deadly Companions       | Били Кеплингер  | Сам Пекинпа            |